# Estación de Jadraque
Jadraque es una estación de ferrocarril situada en el municipio español de Jadraque, en la provincia de Guadalajara, región de Castilla-La Mancha. Dispone de servicios de Media Distancia operados por Renfe. Cumple también funciones logísticas.

## Situación ferroviaria
La estación se encuentra en el punto kilométrico 104,204 de la línea férrea de ancho ibérico que une Madrid con Barcelona a 789,89 metros de altitud, entre las estaciones de Carrascosa de Henares y de Matillas. El tramo es de doble vía y está electrificado.

## Historia
La estación fue inaugurada el 5 de octubre de 1860 con la apertura del tramo Guadalajara - Jadraque de la línea férrea Madrid-Zaragoza por parte de la Compañía de los Ferrocarriles de Madrid a Zaragoza y Alicante o MZA. En 1941, la nacionalización del ferrocarril en España supuso la integración de la compañía en la recién creada RENFE. 
Desde el 31 de diciembre de 2004 Renfe Operadora explota la línea mientras que Adif es la titular de las instalaciones ferroviarias.

## La estación

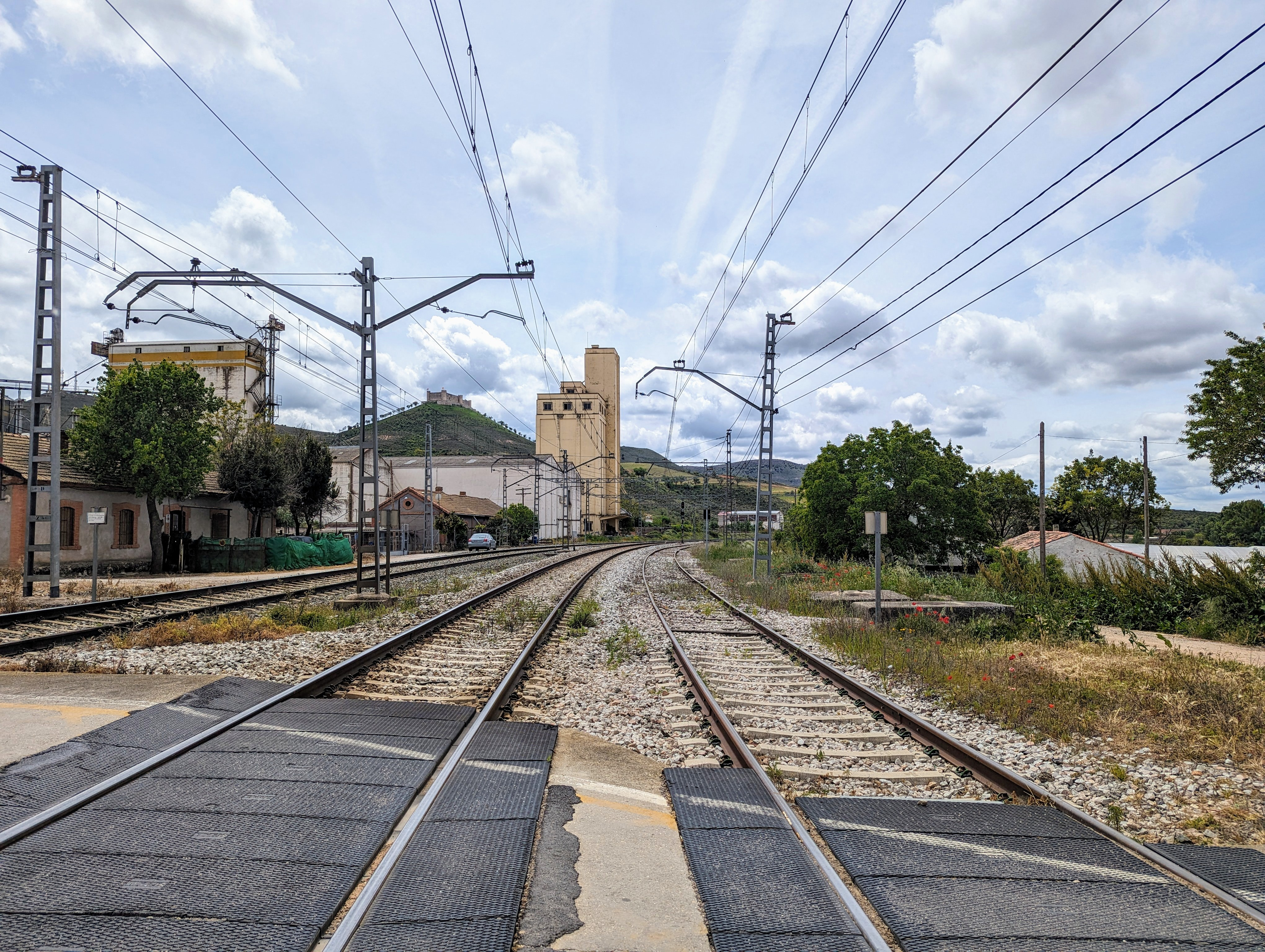
Paso a nivel junto a la estación. Al fondo, el castillo de Jadraque y el silo de la Red Nacional de Silos y Graneros

En su diseño no dista mucho del seguido por otras estaciones de este mismo tramo como Yunquera o Espinosa aunque en este caso el recinto es de mayores dimensiones por ello dispone de cinco accesos al edificio de viajeros frente a los tres de las anteriormente citadas. La estructura sigue siendo de planta baja con cubierta de escasa altura y disposición lateral a la vía. Aún conserva parte de su señalización de origen realizada con cerámica blanca y azul. 
Dispone de dos andenes, uno lateral y otro central al que acceden dos vías principales (vías 1 y 2) y una derivada (vía 3). Otras cinco vías (vías 4,5,6,7 y 8) son usadas para labores de carga o apartado, finalizando en toperas.

## Servicios ferroviarios

### Media Distancia
Los servicios de Media Distancia de Renfe operados con trenes Regionales y Regionales Exprés tienen como principales destinos Madrid, Lérida, Soria, Zaragoza, Sigüenza y Barcelona. 
| Línea MD | Trenes          | Origen/Destino   | Destino/Origen                |
| -------- | --------------- | ---------------- | ----------------------------- |
| '        | Regional Exprés | Madrid-Chamartín | Barcelona-Estación de Francia |
| '        | Regional        | Madrid-Chamartín | Lérida Sigüenza               |
| 54       | Regional Exprés | Madrid-Chamartín | Soria                         |